# Ian Morson
Ian Morson (* 1. Januar 1947 in Derby, Derbyshire) ist ein englischer Schriftsteller.

## Leben
Nach Absolvierung seiner Schulzeit arbeitete Morson einige Jahre in Mevagissey (Cornwall). Aus dieser Zeit datieren seine ersten literarischen Versuche. Morson ist Mitglied der Medieval Murderer Group, einer Gruppe von englischen Schriftstellern, die sich dem historischen Roman verschrieben haben. Da sich seine Romane von Anfang an bei Lesern wie auch bei Kritikern zu einem großen Erfolg entwickelten, legte Morson nach einiger Zeit alle Aufgaben nieder und widmete sich fortan nur noch dem Schreiben.
Derzeit (2011) lebt Ian Morson in der Nähe von Paphos auf der Insel Zypern.

## Rezeption
Morson kreierte seinen Protagonisten „Master Falconer“, welcher als Dozent der University of Oxford in bisher (2011) acht Bänden Verbrechen aufklären konnte. Einen weiteren Zyklus gestaltete Morson um „Niccolò Zuliani“, von dem bisher zwei Bände veröffentlicht wurden.

## Werke (Auswahl)
Master-Falconer-Zyklus
1. Im Namen des Falken. Ein Krimi aus dem Mittelalter („Falconer's crusade“). Goldmann, München 1996, ISBN 3-442-43285-5.
2. Im Schatten der Abtei. Ein Krimi aus dem Mittelalter („Falconer's judgement“). Goldmann, München 1998, ISBN 3-442-44301-6.
3. Der Alchimist von Oxford. Roman („Falconer and the face of God“). Goldmann, München 1999, ISBN 3-442-43875-6.
4. A psalm for Falconer. A medieval mystery. Vista Books, London 1998, ISBN 0-575-60064-0.
5. Falconer and the great beast. Vista Books, London 1999, ISBN 0-575-60065-9.
6. Falconer and the ritual of death. A Master Wiliam Falconer Mystery. Severn House Publ.,  Sutton 2008, ISBN 978-1-84751-097-6.
7. Falconer's trial. Severn House Publ., Sutton 2009, ISBN 978-1-84751-196-6.
8. Falconer and the death of kings. Severn House Publ., London 2011, ISBN 978-1-84751-310-6.

Niccolò-Zuliani-Zyklus
1. City of the dead. Severn House Publ., Sutton 2008, ISBN 978-0-7278-6597-7.
2. A deadly injustice. Severn House Publ., Sutton 2011, ISBN 978-0-7278-8062-8.

zusammen mit der „Medieval Murder Group“
1. The Tainted Relic. A historical mystery. Simon & Schuster, London 2005
2. Sword of shame. A historical mystery. Simon & Schuster, London 2007, ISBN 978-1-4165-2190-7.
3. House of Shadows. A historical mystery. Simon & Schuster, London 2008, ISBN 978-0-7432-9546-8.
4. The lost prophecies. A historical mystery. Simon & Schuster, London 2008, ISBN 978-1-84737-093-8.
5. King Arthur's bones. A historical mystery. Simon & Schuster, London 2009, ISBN 978-1-84737-345-8.
6. The sacred stone. A historical mystery. Simon & Schuster, London 2011, ISBN 978-1-84739-832-1.
7. Kill of bones.[2]